# Diocèse de l'Aisne
Cet article court présente un sujet plus développé dans : Diocèse de Soissons.
Le diocèse de l'Aisne ou, en forme longue, le diocèse du département de l'Aisne est un ancien diocèse de l'Église constitutionnelle en France.
Créé par la constitution civile du clergé de 1790, il couvrait le département de l'Aisne. Le siège épiscopal était fixé à Soissons et le seul titulaire en fut Claude Marolles (1791-1793).